# Гардијски коњички мањеж
Гардијски коњички мањеж (енгл. Horse Guards Parade) представља велики парадни простор у централном делу Лондона (Енглеска), смештен између улице Вајтхол и парка Сент Џејмс. Подручје се користи у разне намене још од 17. века. Име дугује војницима, односно коњичкој стражи која је предстваљала лично обезбеђење тадашњих британских владара и под садашњим именом познато је од 1745. године
У почетку то је било двориште Вајтхолске палате, у којем су се у време владавине Хенрија VIII одржавала витешка надметања, а нешто касније постаје традиционално место рођенданских прослава краљице Елизабете I. Од тада традиционално сваке године поводом рођендана британског монарха ту се одржавају Поздрави бојама, војне параде свих пукова војски Комонвелта.
Током већег дела друге половине 20. века Хорс гардс је углавном служио као паркиралиште за око петстотињак државних службеника и у том периоду је био познат као Грејт перк (енгл. Great Perk). Након бомбашког напада ИРА-е од 7. фебруара 1991. на Даунинг стрит који је изведен из возила паркираног управо ту, власти Лондона су одлучиле да ово подручје поново претворе у јавну површину. Упркос жестоком противљењу због губитка паркинг простора, у марту 1997. Хорс гардс је проглашен подручјем од националног значаја и враћена му је првобитна намена, а приступ возилима је строго забрањен.

## Олимпијски Хорс гардс
Током Летњих олимпијских игара 2012. на Гардијском коњичком мањежу су се одржавала такмичења у одбојци на песку. За ту прилику инсталиран је монтажни терен за одбојку на песку са трибинама у два нивоа капацитета 15.000 места, а постављена су и четири рефлектора. За потребе турнира довезено је преко 5.000 тона песка. На мањежу су постављена још два мања терена за тренинге, те још шест додатних терена у суседном Сент Џејмс парку.